# Verbrauchsermittlung
Die Verbrauchsermittlung befasst sich mit den Verfahren zur Ermittlung der Materialverbrauchsmengen in der Fertigung. Die Ist-Verbrauchsmenge, bewertet zum Materialpreis, erlaubt die Buchung der Ist-Materialkosten auf den Fertigungsaufträgen. Sie ist ein Mittel zur Materialdisposition und dient der Fertigungssteuerung und dem Fertigungs-Controlling.

## Zweck
Die Verbrauchsermittlung erlaubt 
- die Ermittlung der Ist-Materialkosten in der Produktion
- die Aktualisierung der Lagerbestände
- die Bewertung der Materialverbräuche in der GuV-Rechnung und im Produktions-Controlling.

Zur Verbrauchsermittlung sind vier Verfahren geeignet:
1. Indirekte Ermittlung des Materialverbrauchs durch die Bestandesdifferenz  zwischen zwei Inventurzeitpunkten
2. Laufendes Erfassen der Lagerausgänge mit Warenbezugsscheinen
3. Automatisches Verbuchen der Warenausgänge durch retrograde Verbrauchsermittlung
4. Durchflussmessung z. B. in der prozessorientierten Produktion oder dem diskreten Teile-Durchfluss z. B. bei Kanban-Steuerung. Der Verbrauch entspricht dem Durchfluss integriert über der Zeit.